# 고노하나구

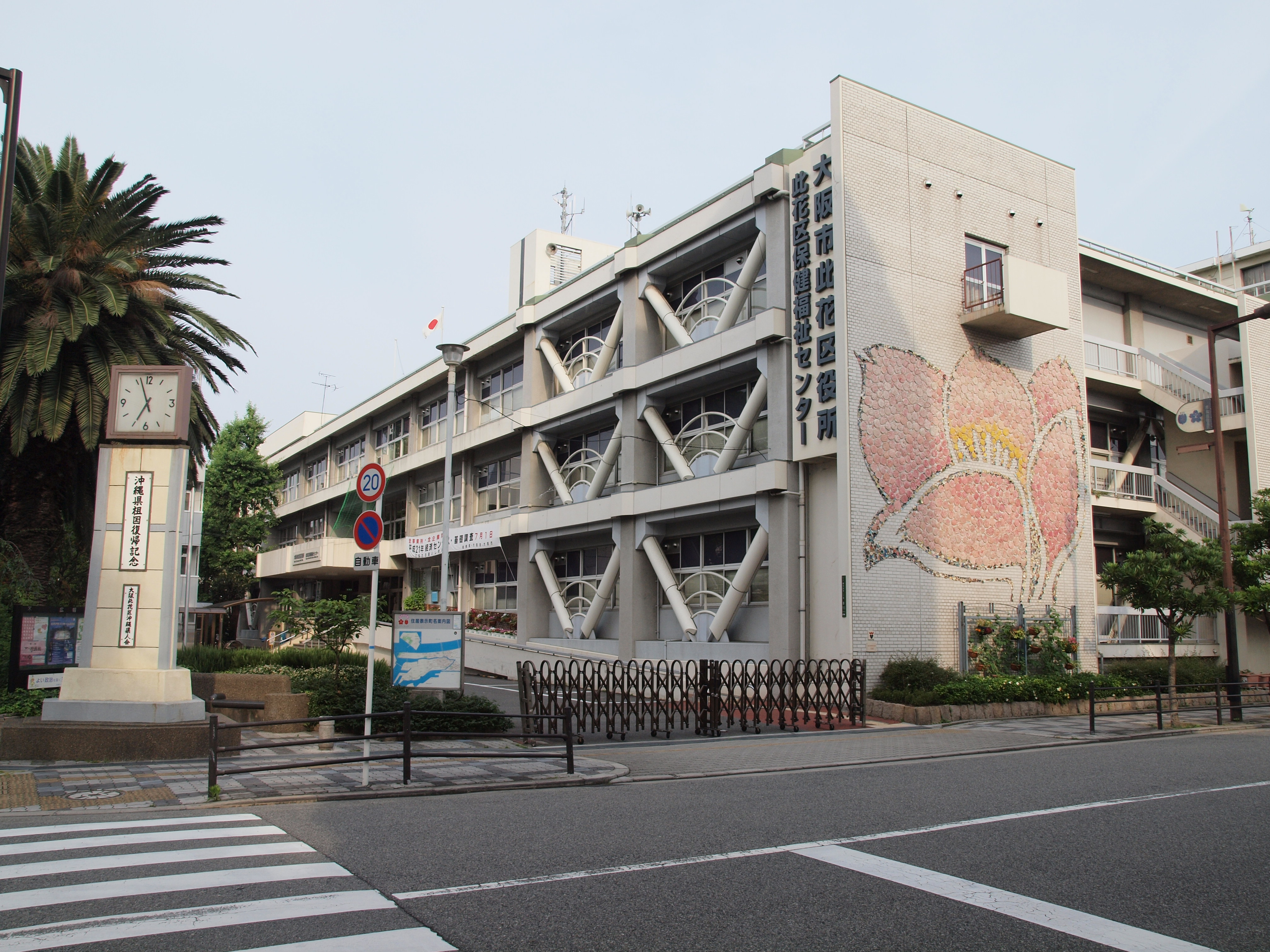

고노하나구(일본어: 此花区 고노하나쿠[*])는 일본 오사카시를 구성하는 24개 구 중 하나이다.

## 지리
이전에는 요도강 하구의 삼각주 지대에 많은 모래톱이 있고 어촌으로서 번창하였다. 에도 시대 이후에 개간되어 근교 농촌이 되었다. 메이지 시대에 전답은 중공업의 거대 공장으로 변모하였고 해안에는 오사카 항(북항)이 만들어지고 이후 한신 공업지대의 중심이 되었다.
2001년에 오사카 시의 테마파크 유니버설 스튜디오 재팬이 고노하나 구에 개업하였다.

## 역사
- 1925년 : 당시의 기타 구 및 니시 구의 일부가 합쳐져 탄생하였다.
- 1943년 : 후쿠시마 구를 분리하였고 니시요도가와 구의 일부를 편입하였다.

## 교통

### 철도
- 동일본 여객철도
  - 오사카 순환선 : 니시쿠조역
  - 사쿠라지마 선 : 아지카와구치역 - 유니버설시티역 - 사쿠라지마역

- 한신 전기 철도
  - 한신 난바 선 : 니시쿠조역 - 덴포 역
- 오사카 메트로
  - 주오선 : 유메시마역

### 도로
- 한신 고속도로
- 국도 제43호선